# Kiran Dayah
Kiran Dayah is een bestuurslaag in het regentschap Pidie Jaya van de provincie Atjeh, Indonesië. Kiran Dayah telt 390 inwoners (volkstelling 2010).